# هوربرانتس
هوربرانتس (به آلمانی: Hörbranz) یک منطقهٔ مسکونی در اتریش است که در ناحیه برگنتس واقع شده‌است. هوربرانتس ۸٫۷۳ کیلومتر مربع مساحت دارد ۴۲۶ متر بالاتر از سطح دریا واقع شده‌است.